# Sauk Rapids (Minnesota)
Sauk Rapids es una ciudad ubicada en el condado de Benton en el estado estadounidense de Minnesota. En el Censo de 2010 tenía una población de 12773 habitantes y una densidad poblacional de 776,4 personas por km².

## Geografía
Sauk Rapids se encuentra ubicada en las coordenadas 45°35′43″N 94°9′17″O / 45.59528, -94.15472. Según la Oficina del Censo de los Estados Unidos, Sauk Rapids tiene una superficie total de 16.45 km², de la cual 15.8 km² corresponden a tierra firme y (3.94%) 0.65 km² es agua.

## Demografía
Según el censo de 2010, había 12773 personas residiendo en Sauk Rapids. La densidad de población era de 776,4 hab./km². De los 12773 habitantes, Sauk Rapids estaba compuesto por el 94.93% blancos, el 1.17% eran afroamericanos, el 0.51% eran amerindios, el 1.17% eran asiáticos, el 0.02% eran isleños del Pacífico, el 0.41% eran de otras razas y el 1.79% pertenecían a dos o más razas. Del total de la población el 1.79% eran hispanos o latinos de cualquier raza.